# 国王公学
国王公学（The King's School）是英国坎特伯雷的一所公学。它建立于597年，是英国最古老的公学，也是持续开办的世界上最古老的学校之一。1541年，它通过亨利八世的皇家宪章重建，并改现名。
它本是一所男子学校，直到1970年代才开始接受女学生进入其六年级，1990年首次完全接纳女学生。